# テレビ朝日映像

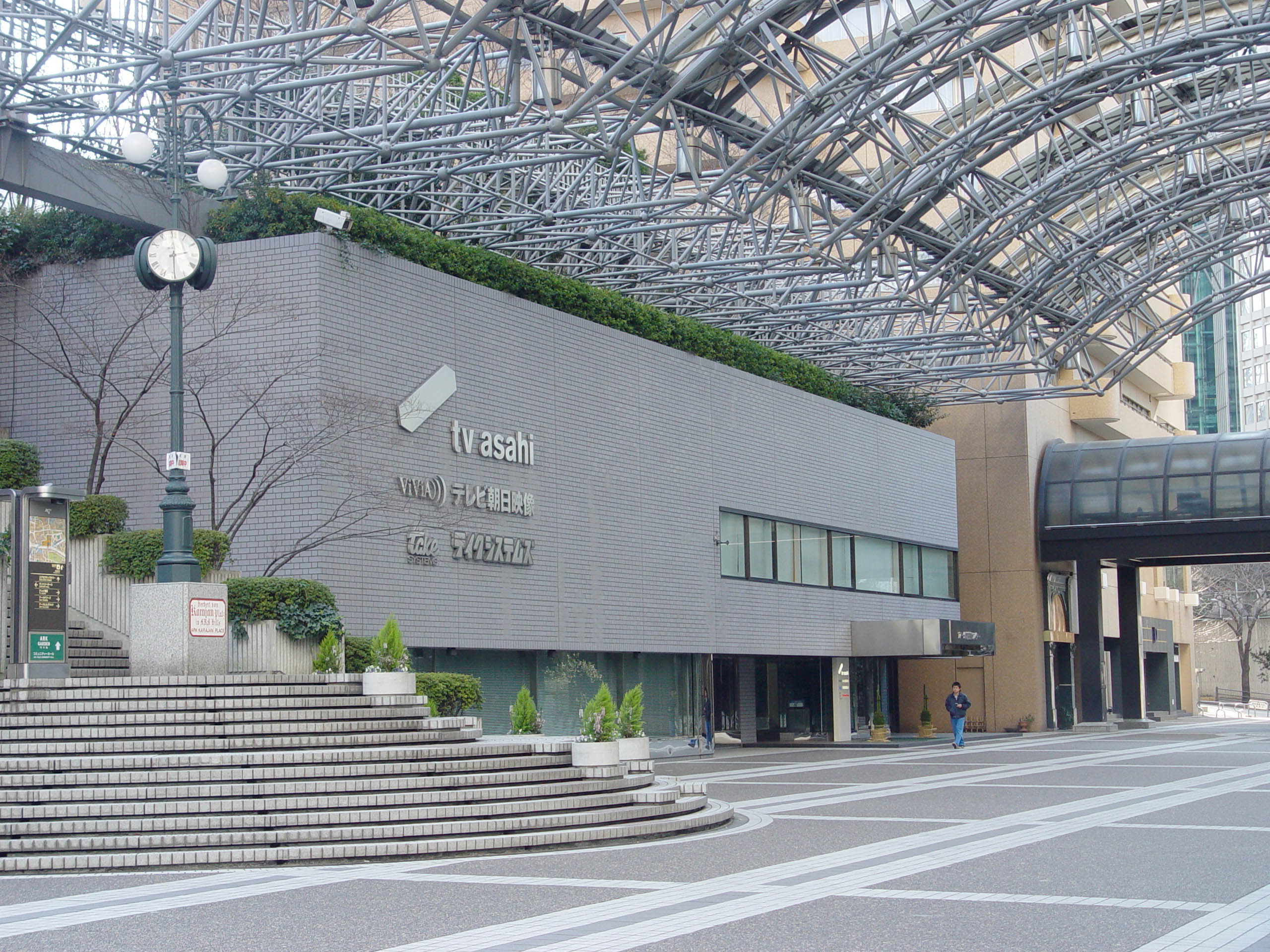
テレビ朝日映像が所在するアーク放送センター（アークヒルズ内）

テレビ朝日映像株式会社（テレビあさひえいぞう、英: TV Asahi Productions Co.,Ltd.）は、テレビ朝日の子会社で、主にテレビ朝日系列で放送されるドキュメント、報道番組などの制作を手がける制作プロダクション。通称、VIVIA（ヴィヴィア）。近年は他局の案件も含めたドラマ・バラエティ、ネットコンテンツ制作にも業容を拡大している。

## 沿革
- 1958年11月 朝日新聞社と東映の合弁会社「株式会社朝日テレビニュース社」として発足
- 1959年2月 日本教育テレビ（テレビ朝日の前身）の開局とともに、「NETニュース・朝日新聞制作」の制作を始める。
また、「朝日新聞ニュース」（日本テレビ・TBSの3社ニュース）の制作を日本映画新社から引き継ぐ。
併せて東映系映画館向けのニュース映画「東映ニュース」の制作も開始する。
- 1971年12月 NET朝日制作株式会社に商号変更。
- 1977年4月 テレビ朝日映像株式会社に商号変更。
- 1978年8月 報道部門をテレビ朝日に移管。「東映ニュース」も終了し、報道から撤退。純然たるテレビ番組制作・技術会社となるが、筆頭株主である東映株式会社に続いて旺文社も大株主であることには変わりなかった。
- 1993年7月 六本木再開発計画（六本木ヒルズ計画）により、オフィスを六本木の旧テレビ朝日六本木センターから恵比寿に移す。
- 1998年11月 愛称・ViViA制定。
- 2003年2月 映像配信サイト「VIVIA.TV」開始（翌年4月終了）。
- 2004年6月 本社をアークヒルズのアーク放送センターに移転。
- 2019年4月 社名ロゴをリニューアル。通称を「テレビ朝日映像」に復し、「VIVIA」を他系列局制作番組などを中心に使用するサブブランド（テレビ朝日および朝日放送テレビなど系列局制作番組でもスタッフロールで使用する場合あり）とし、ロゴも社名ロゴに準じたデザインに刷新した。
- 2021年7月 アーク放送センターにて、自社運営のヴァーチャルスタジオ「ARK Streaming Studio」を開設。
- 『トゥナイト2』『スーパーJチャンネル』『大下容子ワイド!スクランブル』で不祥事を起こしている（各番組の該当項目を参照）。

## 主なテレビ番組作品

### 現在放送中の番組
（特番（不定期）も含む）

#### テレビ朝日
報道・情報
- ANNニュース
- グッド!モーニング
- 羽鳥慎一モーニングショー
- ワイド!スクランブル
- スーパーJチャンネル（2019年10月の不祥事発覚までは月曜・火曜17時台・金曜の特集を制作）
- 報道ステーション
- 週刊ニュースリーダー
- サタデーステーション
- サンデーLIVE!!（朝日放送テレビ・メ〜テレと共同制作）
- サンデーステーション
- 東京サイト
- 夢情報〜夢野家の人々
- セレクションX・セレクションX GOLD
- はい!テレビ朝日です

紀行・食・ドキュメンタリー
- じゅん散歩
- 人生の楽園
- おかずのクッキング
- 食彩の王国
- 自然賛歌（一部を広島ホームテレビと共同制作）
- パナソニックスペシャル
- 黒柳徹子のユニセフ報告

バラエティ
- 徹子の部屋
- クイズプレゼンバラエティー Qさま!!
- お願い!ランキング
- 全力坂
- 日本人の3割しか知らないこと くりぃむしちゅーのハナタカ!優越館
- ビートたけしのTVタックル - 2014年4月からオフィス・トゥー・ワンに代わって制作を担当。
- ひかくてきファンです!
- バナナドライ部
- なにわ男子の逆転男子

音楽
- ミュージックステーション

スペシャル
- サンデープレゼント
- 夢対決!とんねるずのスポーツ王は俺だ!スペシャル

ミニ番組
- 世界が愛した絵本
- #モデる
- 白の美術館

ほか多数

#### BS朝日
- 田崎真也の美酒わいわい
- 激論!クロスファイア
- いま日本は
- 鳥越俊太郎 医療の現場!
- 美味しさの物語 幸福の一皿
- 職人の麺工房
- 歴史発見 城下町へ行こう!
- 南極日和
- ザ・インタビュー〜トップランナーの肖像〜
- テイバン・タイムズ
- 遥かなる深海大冒険

#### その他
報道・情報
- AbemaNews（AbemaNews）※定時のストレートニュース
- みのもんたのよるバズ!（AbemaNews）
- 千原ジュニアのキング・オブ・ディベート（AbemaNews）
- 原宿アベニュー・けやき坂アベニュー（AbemaNews）
- AbemaGame9 アゲナイッ! サーズデー/フライデー（AbemaTVウルトラゲームス）[1]

紀行・食・ドキュメンタリー
- 絶景・旅の時間 絶景温泉（BSフジ）
- 太田和彦のふらり旅 新・居酒屋百選（BS11）
- 大槻ケンヂの日本のほほん化計画（TwellV）

スポーツ
- GAORAプロ野球中継 北海道日本ハムファイターズ戦（GAORA）
- ゴルフネットワーク

バラエティ
- 沼にハマってきいてみた（NHK Eテレ）
- 今夜はナゾトレ（フジテレビ）
- 超逆境クイズバトル!! 99人の壁（フジテレビ）
- おはよう筋肉（フジテレビ）

音楽
- アニソン!プレミアム!（NHK BSプレミアム）
- DJ OSSHY DISCO TV（BSフジ）

スペシャル
- 新どうぶつ奇想天外!（TBS）
- ハンゲキ（フジテレビ）
- 中居正広の終活って何なの!?〜僕はこうして死にたい〜（フジテレビ）
- 緊急捜査!トラブルSOS（フジテレビ）
- 鉄オタ選手権（NHK BSプレミアム・全国編）

### 過去に放送した番組

#### テレビ朝日（NET）系列
報道
- NETニュース 朝日新聞制作
- 朝日フラッシュニュース

情報
- 情報満載ライブショー モーニングバード!
- TOKYO午後3時
- 宮田輝の全国縦断－ふるさと－
- ミセスのタウン情報
- あなたとテラスで→朝のテラス
- プレイタイム23→ザ・23
- 23時ショー（1977年～）
- トゥナイト→トゥナイト2
- ビタミンライフ
- 女のひろば
- こんにちは2時→パワーワイド
- 荻島真一のもうすぐお昼
- ザ・日本百景
- eat9→とれんでぃ9
- やじうまシリーズ（やじうま新聞→やじうまワイド（新やじうまワイド時代も含む）→やじうまプラス→やじうまテレビ!）
- OH!エルくらぶ
- 広報局枠（1988年～1997年）：ファンTV→週刊てれびタイム→てれびZOO→芸能ワイド情報ギュッ→芸能情報W→Qイズ謎語→気分はOn→金曜日のバラ→TVぶらんち→峰竜太の元気一番!→金曜まがじん5時ら
- DO YOUさんでー（ハイビジョン実用化試験放送用番組）
- MITSUBISHI presents Hot Information Press -H・I・P-
- MITSUBISHI Weekend H・I・P AXEL
- うるおい宣言!→気になる!→快適!ズバリ→いま得!
- ねeとパラダイス
- サタデー総合研究所
- サタデースクランブル
- サンデープロジェクト（制作協力）
- サンデーフロントライン（制作協力）
- サンデースクランブル
- スーパーモーニング（制作協力）
- modern living
- ういっち!→iD
- 報道発 ドキュメンタリ宣言
- おやすみワイドショー 見逃しチャンネル
- あさナビ
- ゴーちゃん。GIRL'S TV
- 報道ステーション SUNDAY
- みんなの疑問 ニュースなぜ太郎

ドキュメンタリー・教養
- 朝の美術散歩
- 探検王国 そんなことアルマジロ（ABC）
- 100人の20世紀
- グレートマザー物語
- 風が見た風景
- 五木寛之の百寺巡礼（BS朝日でも放送）
- ネイチャリングスペシャル
- 旅の香りシリーズ
- ちい散歩
- 若大将のゆうゆう散歩
- さんぽサンデー
- 極上!旅のススメ
- 黒柳徹子のコドモノクニ（BS朝日）
- 警視庁潜入24時!!
- 大正製薬Human Scienceスペシャル
- テレビ朝日開局50周年記念番組 地球危機2008 何気なく暮らす人たちへ
- テレビ朝日開局50周年記念番組 原爆 63年目の真実
- 九州百景（KBC。当社初のカラー作品）
- 阿蘇物語（KBC）
- キッセイスペシャル（長野朝日放送）
- あゝプロ野球（ABC。テレビマンユニオンと持ち回りで担当）

料理番組
- 土井勝テレビお料理教室（現在のおかずのクッキングの祖にあたる番組）
- 笑顔がごちそう ウチゴハン
- 〜世界にひとつ〜ミラクルレシピ!
- ごはんジャパン

スポーツ
- 東京国際女子マラソン
- 世界水泳
- スーパーベースボール
- プロ野球中継 埼玉西武ライオンズ戦（朝日ニュースター→テレ朝チャンネル2）

バラエティ
- 飛び出せ!ハッスルクイズ
- ビデオあなたが主役→邦子と徹のあんたが主役
- 特捜TV!ガブリンチョ
- かざあなダウンタウン
- 愛と感動!思い出・わけありバス旅行
- いきなり!黄金伝説。
- 国分太一・美輪明宏・江原啓之のオーラの泉
- 小倉智昭の特命調査隊!国民は怒っているぞ!血税バラまき真相SP
- 大人のソナタ
- シルシルミシル
- シルシルミシルさんデー
- オートバックス・M-1グランプリ（ABC・制作協力）
- やりすぎ!ピンポン代行社
- お坊さんバラエティ ぶっちゃけ寺
- 世界ルーツ探検隊
- こんなところにあるあるが。土曜・あるある晩餐会
- ソノサキ〜知りたい見たいを大追跡!〜
- バクモン学園
- ビートたけしのいかがなもの会
- くりぃむVS林修!クイズサバイバー
- 最近の若いもんは…イン・ザ・ワールド

音楽
- THE STREET FIGHTERS
- FutureTracks→R
- 題名のない音楽会

ドラマ・映画
- 土曜ワイド劇場
- 日曜洋画劇場

スペシャル枠
- 水曜スペシャル（新・水曜スペシャル）→水曜スーパーテレビ→水曜スーパーキャスト→水曜特バン!→スイスペ!
- ザ・スーパーサンデー→ザ・ゴールデンタイム→サンデーパワーTV
- 27時間テレビ -チャレンジ宣言!-
- サンデーデラックス（EX／ABC・制作協力）

ほか多数

#### BS朝日
- BS朝日スペシャル
- be on TV
- ミッキー安川の真剣勝負
- ケントス・プロアマチャリティゴルフ
- 峰竜太のナッ得!ニッポン
- 賢者の選択（サンテレビジョンでも放映、矢動丸プロジェクトが制作名義）
- 玉木宏の秘境ふれあい紀行

ほか多数

#### その他
NHK
- NHK×日テレ同時生放送! テレビ65年 スポーツのチカラ（2018年9月22日、日本テレビと共同制作）

日本テレビ系
- 朝日新聞ニュース（3社ニュース）
- 唐沢寿明プレゼンツ 記憶のチカラ
- アンテナ22
- 極上の月夜→ゲツヨル!

ほか多数
TBS系
- 朝日新聞ニュース（3社ニュース）
- 水トク!
  - 飛び出せ!科学くん 大都会東京でまさか！(秘)生物と遭遇緊急SP

テレビ東京系
- レンタルなんもしない人（制作協力）
- フィルムエストTX 架空名作劇場（制作協力）

フジテレビ系
- 交通バラエティ 日本の歩きかた
- ENERGY CHARGE（テレビ新広島、制作協力）
- 水木しげるのゲゲゲの怪談
- カスペ!
  - 独占密着！真実の高島ファミリー「忠夫さん、死ぬまで一緒やで」～寿美花代・献身愛で闘う夫の病～
  - 消えた犯人逮捕の決定的瞬間
  - 独占!昭和芸能界の真実 アイドル発掘王・相澤秀禎～泣いて笑った最後の10日間～
- 人気者から学べ そこホメ!?
- モシモノふたり〜タレントが“おためし同居生活”してみました〜
- フルタチさん
- 超逆境クイズバトル!! 99人の壁（単発時代、制作協力）

ほか多数

## テレビ番組以外の業務
（過去のものも含む）

### CM
- 花王「バブ」
- 環境省「チームマイナス6％」
- 東京消防庁「救急車の適正利用」啓発CM
- 竹中工務店
- 東日本ハウス
- 明治安田生命
- 養命酒製造「養命酒」
- リコー

ほか多数

### ソフト関連
- 大阪万博（1970年）サントリー館「生命の水」
- 科学万博 つくば'85（1985年）滝の劇場・三井館、NEC C&Cパビリオン
- 熱帯植物館の館内映像
- 陸上自衛隊3D広報ビデオ『精鋭』

ほか多数

### イベント
- 徹子の部屋コンサート

ほか多数

### ネットコンテンツ
- THE ROLAND SHOW（ROLAND (ホスト)主演）
- 不動産Gメン滝島（滝島一統主演）
- timelesz project-AUDITION-

ほか多数

### その他
- インターネット放送局「ViViA TV」（現在は終了）
- 西武ライオンズ主催試合のインターネット配信（現在は終了）
- 朝日サウンドスタジオ（かつてあった録音スタジオ、現在は閉鎖）
- 文化人マネジメント（2011年～2024年3月まで、「ViViAクリエーターエージェンシー」→「TAP CAST」名義で運営[2]。）

など